# Sushil Koirala

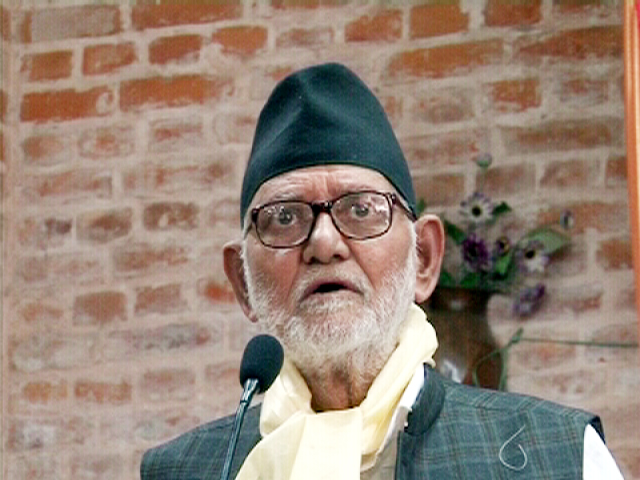
Sushil Koirala (2010)

Sushil Koirala (Nepali सुशील कोइराला; * 12. August 1939 im Distrikt Morang; † 9. Februar 2016) war ein Politiker aus Nepal. Er war vom 11. Februar 2014 bis 11. Oktober 2015 Ministerpräsident seines Landes.

## Leben
Koirala wuchs in Nepalganj im Distrikt Banke auf. Seine Familie stellte mit Matrika Prasad Koirala, Bishweshwar Prasad Koirala und Girija Prasad Koirala bereits drei nepalesische Ministerpräsidenten. Koirala war seit 1954 Mitglied der Nepalesischen Kongresspartei (NCP). Nachdem der König 1960 das Parlament abgeschafft hatte, floh Koirala nach Indien ins Exil, wo er die nächsten 16 Jahre verbrachte. Unter anderem war er Herausgeber der Parteizeitung Tarun. Wegen der Beteiligung an einer Flugzeugentführung wurde er in Indien zu einer dreijährigen Haftstrafe verurteilt.
Koirala wurde 1996 Generalsekretär und 1998 Vizepräsident der NCP. Seit 2010 war er Präsident der Partei. Bei den Parlamentswahlen 1991 und 1999 gewann er das Mandat im Bezirk Banke, wurde jedoch bei der Wahl zur konstituierenden Versammlung 2008 nur Dritter in seinem Wahlkreis. Bei den Wahlen von 19. November 2013 gewann er einen Sitz in den Wahlkreisen Banke und Chitwan; die NCP wurde stärkste Partei. Nach mehrmonatigen Verhandlungen gewann er die Unterstützung der zweitstärksten Partei der CPN-UML sowie einiger kleinerer Parteien und wurde am 10. Februar 2014 mit 405 von 553 Stimmen zum Ministerpräsidenten gewählt. Er verlor sein Amt am 11. Oktober 2015 an Khadga Prasad Oli.